# Ignazio Pirastu

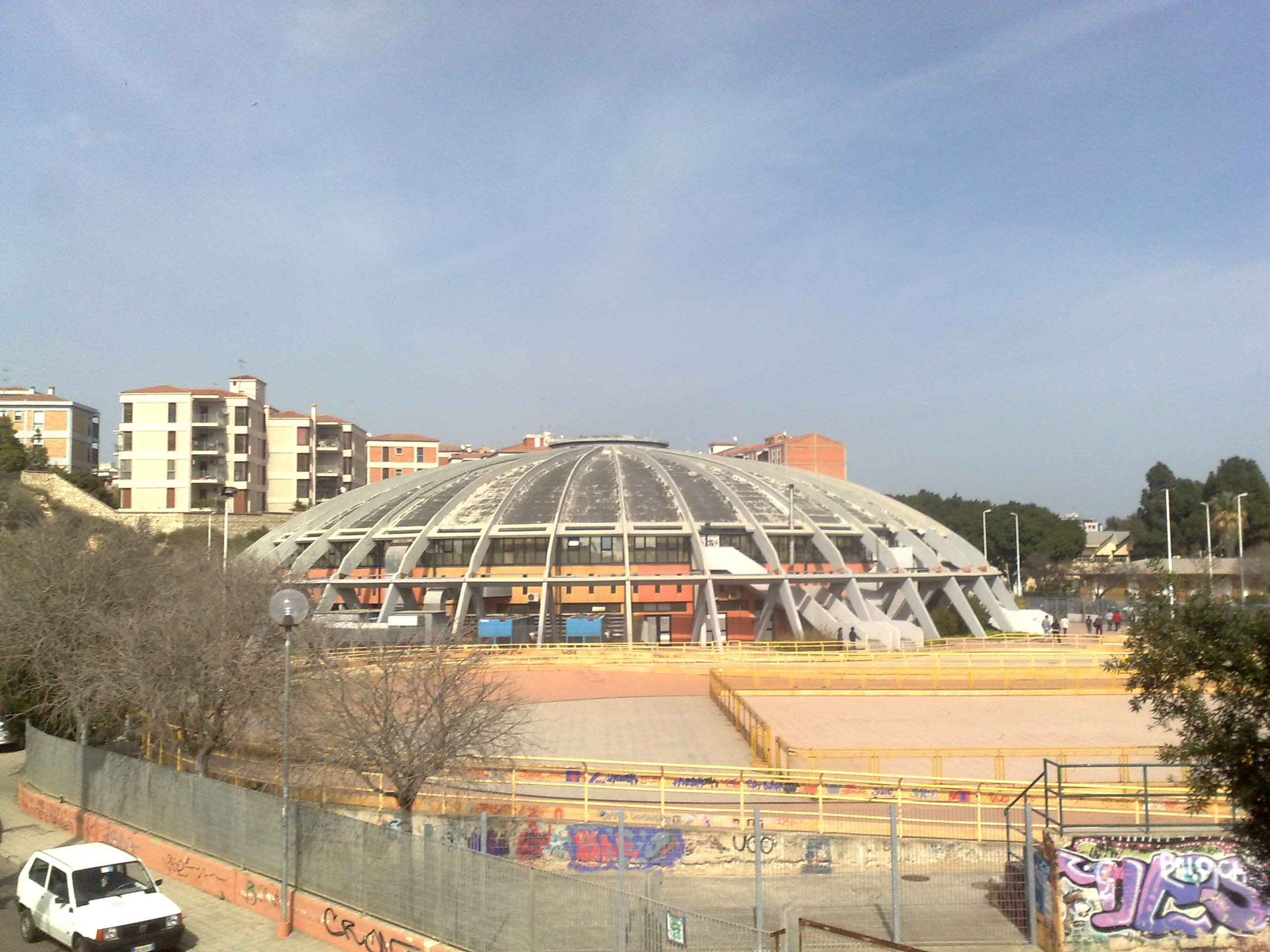
Il PalaPirastu, a Cagliari

Ignazio Pirastu, noto Nuccio (Tortolì, 31 marzo 1921 – Roma, 1º luglio 2011), è stato un politico, insegnante e scrittore italiano.

## Biografia
Figlio di Virgilio e di Maria Contu, quarto di 10 fratelli (Luigi, Antonio, Emilio, Gian Franco, Carlo e Paolo , Maria Valeria, Anna), praticò per anni da dilettante il pugilato, sua grande passione insieme alla politica.

### Carriera politica
Nel 1944 subito dopo la fine della seconda guerra mondiale in Sardegna aderì al Partito Comunista Italiano. Fin dalla giovinezza fu grande amico del futuro Presidente della Repubblica Italiana, Giorgio Napolitano.
Entrò in Parlamento nel 1953, quando fu eletto per la prima volta alla Camera dei deputati. Rieletto nel 1958, nel 1963 e nel 1968 alla Camera, entrò poi al Senato della Repubblica nel 1972.
Fu vicepresidente della Commissione parlamentare d'inchiesta sui fenomeni della criminalità in Sardegna ("Commissione Medici"), della cui legge istitutiva fu primo firmatario. Al termine dei lavori scrisse il saggio "Il banditismo in Sardegna", per i tipi della Editori Riuniti di Roma (1973).
Nel 1957 fu oggetto di una richiesta di autorizzazione a procedere, per la comminazione di un'ammenda di L. 20.000 per circolazione (l'8 gennaio 1954) con autovettura con il faro destro spento e la targa d'immatricolazione non illuminata.
Lasciata l'attività parlamentare diventa responsabile del dipartimento per i problemi dello sport nella Direzione del Partito Comunista Italiano. Contrario alla trasferta a Santiago della squadra italiana di Coppa Davis per disputare la finale della manifestazione nello stadio dove il regime di Pinochet torturava gli oppositori, partecipò a un dibattito televisivo con il capitano non giocatore Nicola Pietrangeli. Fu poi costretto a dare il suo assenso alla presenza italiana in finale su consiglio di Enrico Berlinguer che aveva ascoltato il parere di alcuni comunisti cileni.
Nel 1981 fu nominato consigliere di amministrazione della RAI.

### Riconoscimenti
Il 30 giugno 2017 è stato intitolato a lui e ai fratelli Luigi, Antonio, Emilio, Gianfranco, Carlo e Paolo Pirastu, il palazzetto dello sport Fratelli Pirastu, in Via Rockefeller, a Cagliari.